# France, tour, détour, deux enfants
Pour plus de détails, voir Fiche technique et Distribution.
France, tour, détour, deux enfants est un feuilleton documentaire français réalisé par Jean-Luc Godard et Anne-Marie Miéville et sorti en 1979 en 12 épisodes de 26 minutes.
Le titre est inspiré du Tour de la France par deux enfants, un manuel scolaire d'Augustine Fouillée-Tuillerie (1877). Godard y converse avec deux enfants de neuf ans, un garçon et une fille, dans leurs différents lieux de vie. La série s'ouvre par une chanson de Julien Clerc et s'achève par Richard de Léo Ferré.
Dans la filmographie de Godard, cette série clôt sa « période vidéo » de co-réalisations avec Anne-Marie Miéville.

## Épisodes
1. Obscur/Chimie
2. Lumière/Physique
3. Connu/Géométrie/Géographie
4. Inconnu/Technique
5. Impression/Dictée
6. Expression/Français
7. Violence/Grammaire
8. Désordre/Calcul
9. Pouvoir/Musique
10. Roman/Économie
11. Réalité/Logique
12. Rêve/Morale

## Fiche technique
- Titre original : France, tour, détour, deux enfants
- Réalisation, montage et scénario : Jean-Luc Godard, Anne-Marie Miéville
- Photographie : Pierre Binggeli, Dominique Chapuis, William Lubtchansky, Philippe Rony
- Sociétés de production : Sonimage, Institut national de l'audiovisuel
- Pays de production :  France
- Langue originale : français
- Format : Couleur - Son mono
- Durée : 312 minutes (5 h 12), diffusé en 12 épisodes de 26 minutes.
- Genre : Documentaire
- Date de diffusion :
  - Pays-Bas : janvier 1979 (Festival international du film de Rotterdam)
  - France : 3 mai 1979 (Centre Pompidou) 4 avril 1980 (Antenne 2)

## Distribution
- Camille Virolleaud : Camille, la petite fille
- Arnaud Martin : Arnaud, le petit garçon
- Betty Berr : Betty, la présentatrice
- Albert Dray : Albert, le présentateur
- Evane Hanska : La cantinière
- Jean-Luc Godard : Robert Linard

## Production
À l'origine, il s'agit d'un projet de Marcel Jullian, directeur général d'Antenne 2, qui désire faire adapter à la télévision Le Tour de la France par deux enfants sous la forme d'une fiction historique en costumes pour le centenaire de sa parution. Marcel Bluwal et Jacques Doniol-Valcroze déclinent tous deux l'offre de le réaliser. Après avoir vu et apprécié Six fois deux / Sur et sous la communication, Jullian soumet le projet à Godard. C'est la première commande que reçoit Godard depuis qu'il habite Rolle en Suisse. L'affaire se conclut et Godard dispose d'un budget de 2,6 millions de francs. Dès le départ, Godard décide de ne pas faire un tour de France comme dans l'ouvrage d'origine mais de tourner à Paris, aux limites des Xe et XIXe arrondissements. Le tournage parisien se déroule entre fin novembre et Noël 1977, plus quelques semaines en janvier 1978. En février 1978, le tournage reprend à Rolle dans les studios de Godard et Miéville, puis vient l'étape du montage.

« L'émission, c'est la France. Une France de quartier, un quartier de la France, comme on pourrait dire un quartier de la lune. C'est un travail sur la langue française, comme un recueil de chansons d'autrefois : pas le tour de la langue française mais le tour des expressions. Systématiquement, j'ai interrogé les gamins en disant "Ou bien, ou bien..." Ça devient du Descartes, du Aristote. On les mettait dans une situation où chacun était obligé de faire un choix, pour qu'on puisse voir son invention du langage, sa capacité de décision, sans réfléchir longtemps. La télévision permet ça, et le cinéma devrait pouvoir en tirer profit : se vivre et se voir à la télévision, on peut en faire des histoires. »

— Jean-Luc Godard dans Le Monde

## Diffusion
C'est la première fois que Godard est en retard pour la livraison d'une commande : au lieu de Noël 1977 comme convenu, la série n'est prête qu'en avril 1978. La direction d'Antenne 2 se désintéresse du projet, depuis que Marcel Jullian a été remplacé à la direction par Maurice Ulrich, plus marqué à droite et qui n'a aucune affinité avec Godard. La série sera donc d'abord diffusée au Festival de Rotterdam en janvier 1979 puis le 3 mai 1979 au Centre Pompidou avant d'être finalement diffusée tard le soir du 4 avril 1980 sur Antenne 2, dans le cadre du Ciné-club présenté par Claude-Jean Philippe.

### Accueil critique
Dans Le Quotidien de Paris du 4 avril 1980, le critique estime que la série met en scène « deux cobayes innocents, ennuyés, évasifs, désarticulés, devant répondre au zombie Godard, questionnant, saugrenu, procédurier, entêtant, manipulant ». Jean-Pierre Thibaudat dans Le Nouvel Observateur donne une critique élégiaque : « Un traité de style, chanté et inspiré par Léo Ferré ».